# Ramkroksjön
Ramkroksjön är en sjö i Bollnäs kommun i Hälsingland och ingår i Testeboåns huvudavrinningsområde. Sjön har en area på 0,0937 kvadratkilometer och ligger 295,5 meter över havet.

## Delavrinningsområde
Ramkroksjön ingår i det delavrinningsområde (677416-153166) som SMHI kallar för Mynnar i Ramån. Medelhöjden är 311 meter över havet och ytan är 1,45 kvadratkilometer. Det finns inga avrinningsområden uppströms utan avrinningsområdet är högsta punkten. Vattendraget som avvattnar avrinningsområdet har biflödesordning 3, vilket innebär att vattnet flödar genom totalt 3 vattendrag innan det når havet efter 89 kilometer. Avrinningsområdet består mestadels av skog (84 procent). Avrinningsområdet har 0,09 kvadratkilometer vattenytor vilket ger det en sjöprocent på 6,4 procent.